# Шиба
Шиба (слч. Šiba) насељено је мјесто са административним статусом сеоске општине (слч. obec) у округу Бардјејов, у Прешовском крају, Словачка Република.

## Становништво
| Година:    | 1994. | 2004.   | 2014.   | 2024. |
| ---------- | ----- | ------- | ------- | ----- |
| Број људи: | 545   | 563     | 600     | 636   |
| Разлика:   |       | +3,30 % | +6,57 % | +6 %  |

| Година:    | 2023. | 2024.   |
| ---------- | ----- | ------- |
| Број људи: | 631   | 636     |
| Разлика:   |       | +0,79 % |

Према подацима о броју становника из 2024. године насеље је имало 636 становника.